# Leesburg (Ohio)
Leesburg ist ein Village im Highland County, Ohio, Vereinigte Staaten. Bei der Zählung 2000 hatte der Ort 1.253 Einwohner, 98,5 % waren weiß.

## Geschichte
Leesburg wurde 1801 durch Nathanial Pope, John Walters und John Howard gegründet. Seit 1802 sind Treffen der Quäker in Leesburg nachweisbar. 1806 wurde eine Sägemühle und 1814 ein Hotel errichtet. Mit Dr. Havilah Beardsley verfügte Leesburg 1816 erstmals über einen Arzt. 1830 wurde eine Dampfmühle in Leesburg gebaut. 1841 kam es zu Predigten der Baptisten. Ab 1852 ließen sich Methodisten und 1879 auch Siebenten-Tags-Adventisten in dem Ort nieder. 1867 wurden zwei Schulhäuser errichtet. 1876 wurde die Leesburg Bank gegründet.

## Bildung
In Leesburg liegt die Fairfield Local High School. Der Ort verfügt mit der Leesburg Library über eine örtliche Bibliothek.

## Religion
Der Ort verfügt über drei Kirchen.

## Persönlichkeiten
- John Dustin Archbold (1848–1916), Industrieller und einer der ersten Ölmagnaten der USA, wurde hier geboren.